# サンダウン・レースウェイ
サンダウン・インターナショナル・レースウェイ （Sandown International Raceway ）は、ビクトリア州メルボルンスプリングベール郊外にあるモーターレースサーキット。 

## 歴史
19世紀に競馬場として建設された歴史のあるサーキットであるが、1930年代に政府が運営する合理化プログラムで一時閉鎖された。再開発は第二次世界大戦後間もなく始まった。提案された競馬場（1965年まで完成しなかった）の外側にモーターレースサーキットが建設され、1962年に開設され、 1964年に初のレースイベントである、サンダウン500が開催された。翌年からは主にオーストラリアツーリングカー選手権に使用された。